# (6397) 1991 BJ
(6397) 1991 BJ es un asteroide perteneciente al cinturón de asteroides, descubierto el 17 de enero de 1991 por Tsutomu Hioki y el también astrónomo Shuji Hayakawa desde el Okutama Observatory, Japón.

## Designación y nombre
Designado provisionalmente como 1991 BJ.

## Características orbitales
(6397) 1991 BJ está situado a una distancia media del Sol de 2,349 ua, pudiendo alejarse hasta 2,419 ua y acercarse hasta 2,280 ua. Su excentricidad es 0,030 y la inclinación orbital 4,556 grados. Emplea 1315,27 días en completar una órbita alrededor del Sol.

## Características físicas
La magnitud absoluta de (6397) 1991 BJ es 13,35. Tiene 6,249 km de diámetro y su albedo se estima en 0,286. 